# (42516) Oistrach
(42516) Oistrach est un astéroïde de la ceinture principale.

## Description
(42516) Oistrach est un astéroïde de la ceinture principale. Il fut découvert le 11 novembre 1993 à Tautenburg par Freimut Börngen. Il présente une orbite caractérisée par un demi-grand axe de 2,83 UA, une excentricité de 0,21 et une inclinaison de 4,0° par rapport à l'écliptique.

## Compléments